# Jason Richard Swallen
Jason Richard Swallen (1er mai 1903 - 22 avril 1991) est un botaniste américain,   spécialiste des graminées.

## Biographie
Né à Alliance (Ohio), Jason Richard Swallen est diplômé de l'université wesleyenne de l'Ohio (AB) en 1924 et du collège d'agriculture de l'université d'État du Kansas (MS 1925). Il a passé deux étés à la station biologique de l'université du Michigan, puis à partir de 1925, il a travaillé en tant que botaniste au département américain de l'Agriculture (USDA), sous la direction de l'agrologiste en chef de l'USDA,  Albert Spear Hitchcock et après la mort subite de ce dernier en 1935, sous la direction de Mary Agnes Chase.
Jason Richard Swallen a pratiqué la botanique en Californie en 1927, puis dans une zone élargie allant du sud-ouest des États-Unis au Yucatán au Mexique en 1928, 1931 et 1932. En 1936, il publia ses travaux sur les graminées du Honduras et du Petén (Guatemala), et fut promu botaniste associé. De 1943 à 1945, il a servi au Brésil en tant qu'officier de production agricole dans l'agence américaine du coordinateur des affaires interaméricaines. En 1947, il est nommé conservateur de la division des Graminées de l'institution Smithsonian, dont il présida le département de botanique de 1950 jusqu'à sa retraite en 1965. En retraite, il vécut en Floride, au Maryland et dans l'Ohio.
En 1954, l'université wesleyenne de l'Ohio lui décerne à titre honorifique un diplôme de doctorat en sciences (DSc).
Il eut une fille, Ester, de sa première épouse, Leona Winifred Smith, qu'il épousa le 10 juin 1929. Il s'est marié une seconde fois le 28 août 1955 avec Clara Brazel.
Le genre Swallenia, genre de plantes endémiques du Comté d'Inyo (Californie), qui regroupe des graminées des dunes d'Eureka Valley, a été nommé en son honneur.